# Pipalsana Chaudhari
Pipalsana Chaudhari è una suddivisione dell'India, classificata come census town, di 7.964 abitanti, situata nel distretto di Bareilly, nello stato federato dell'Uttar Pradesh. In base al numero di abitanti la città rientra nella classe V (da 5.000 a 9.999 persone).

## Geografia fisica
La città è situata a 28° 55' 60 N e 78° 49' 0 E e ha un'altitudine di 184 m s.l.m..

## Società

### Evoluzione demografica
Al censimento del 2001 la popolazione di Pipalsana Chaudhari assommava a 7.964 persone, delle quali 4.236 maschi e 3.728 femmine. I bambini di età inferiore o uguale ai sei anni assommavano a 1.490, dei quali 793 maschi e 697 femmine. Infine, coloro che erano in grado di saper almeno leggere e scrivere erano 4.412, dei quali 2.735 maschi e 1.677 femmine.